# Shannyn Sossamon
Shannon Marie Kahoolani Sossamon, känd som Shannyn Sossamon, född 3 oktober 1978 i Honolulu, Hawaii, är en amerikansk skådespelare. Förutom filmer har hon även medverkat i ett antal musikvideor, reklamfilmer och tv-serier.

## Biografi
Shannyn Sossamon föddes på Hawaii men växte upp i Reno i Nevada med sina föräldrar Sherry Sossamon och Todd Lindberg[källa behövs] samt sin yngre syster, Jenny Lee Lindberg, som numera är sångare och basist i bandet Warpaint. Efter att ha gått ut high school flyttade Sossamon till Los Angeles där hon avsåg att påbörja en karriär som dansare. När hon inte dansade var hon DJ på olika nattklubbar; hon blev upptäckt av en talangscout då hon hjälpte en vän att DJ:a på Gwyneth Paltrows födelsedagskalas,[källa behövs] och kort efter det fick Sossamon sin första roll – i filmen En riddares historia. 

### Privatliv
29 maj 2003[källa behövs] födde Sossamon sitt första barn, Audio Science Clayton, som hon har med före detta pojkvännen Dallas Clayton.[källa behövs]

## Filmografi
- 2001 - En riddares historia[2]
- 2002 - 40 Dagar och 40 Nätter[2]
- 2002 - The Rules of Attraction[2]
- 2003 - Wholey Moses
- 2003 - The Order
- 2005 - Devour
- 2005 - Chasing Ghosts
- 2005 - I Hate You
- 2005 - Undiscovered
- 2006 - Wristcutters: A Love Story
- 2006 - The Holiday[2]
- 2007 - Catacombs
- 2008 - One Missed Call
- 2010 - The Heavy
- 2015 - Sinister 2[4]
- 2015 - Wayward Pines[2]

## Musikvideor
- Korn - 'Make Me Bad' (1999)
- Cher - 'Strong Enough' (1999)
- Goo Goo Dolls - 'Dizzy' (1999)
- Mick Jagger - 'God Gave Me Everything' (2001)